# 庫恰基夫
50°22′32″N 31°7′35″E / 50.37556°N 31.12639°E
庫恰基夫（烏克蘭語：Кучаків）是位於烏克蘭北部的村莊，由基辅州鲍里斯皮尔区的鲍里斯皮尔市镇負責管轄。該村始建於1615年，面積3.53平方公里，海拔高度99米，2001年人口1,605，人口密度每平方公里454.6人。